# 마이크 허시버거
노먼 마이클 허시버거(영어: Norman Michael Hershberger, 1939년 10월 9일~2012년 7월 1일)는 미국의 프로 야구 선수이다. 통산 11시즌 동안 메이저 리그 베이스볼(MLB)의 시카고 화이트삭스(1961년~1964년, 1971년), 캔자스시티/오클랜드 애슬레틱스(1965~1969), 밀워키 브루어스(1970)에서 외야수로 뛰었다. 오하이오주 마실론 출신이며, 우투우타였다. 선수 시절 178 cm (5 피트 10 인치)와 79 kg (175 파운드)의 체격을 갖췄다.
마실론 고등학교를 졸업하고 1959년에 신시내티 대학교를 다니던 중 시카고 화이트삭스와 계약을 맺었다. 메이저 리그에서 1962년부터 1968년까지 7년 동안 주전 코너 외야수로 자리잡았다. 애슬레틱스 소속이던 1966년 아메리칸 리그에서 희생 플라이 7개로 이 부문 리그 1위에 이름을 올렸다.
통산 1,150경기에 출전해 3,572타수 900안타로 타율 .252, 2루타 150개, 3루타 22개, 26홈런, 398득점, 344타점, 74도루, 319볼넷, 출루율 .316, 장타율 .328, 1,172루타수, 33희생타, 28희생 플라이, 19고의 사구를 기록했다.
잠시 병을 앓은 후인 2012년 7월 1일에 마실론에서 숨을 거뒀다.